# Col Nudo
Col Nudo je hora na jihovýchodě Alp v Itálii. Je nejvyšší horou Bellunských Alp, respektive Benátských Alp. Je v pořadí třicátou horou s nejvyšší prominencí v Alpách. Nachází se na hranicích regionů Benátsko a Furlansko-Julské Benátsko, respektive provincií Belluno a Pordenone.